# Квин Фабреј
Квин Фабреј је измишљени лик из музичке комедије Фокс серије Гли. Карактер је одглумљен од стране глумице Дајане Агрон, а појавила се у Гли-у од прве епизоде, 19. маја 2009. године. Она је капетан навијачица у фиктивној средњој школи Вилиама МекКенли у Лими, Охајо, као и члан школског певачког клуба "Гли". У првој епизоди, Квин је представљена као антагониста. Придружује се школском гли клубу како би пратила свог дечка Фина (Кори Монтит) и постала шпијунка за тренера навијачица Сју Силвестер (Џејн Линч); она остаје као члан клуба након што је уклоњена из навијачког тима, "Чириос", због трудноће. Током прве сезоне, њен карактер сазрева и гради пријатељства са другим мање популарним ученицима, који су такође чланови Гли клуба. Квин је родила девојчицу Бет, коју је предала на усвајање. 
У другој сезони, Квин формира везу са новим учеником Самом Евансом (Чорд Оверстрит), а касније романсира са својим првим дечком Фином, покрећући своју зловољу са капетаном клуба Рејчеч Бери (Леа Мишел). У трећој сезони, Квин намерава да добије пуно старатељство над својом ћерком, Бет, и у њеним покушајима да докаже Шелби Коркоран (Идина Мензел) - мајку усвојене Бет - да је неуспешна мајка; на крају, схвата да је Шелби Бетина права мајка. Након тога, Квин прима писмо од Јел Универзитета о прихватању колеџа, а док се вози до венчања Фина и Рејчел, Квин доживљава саобраћајну несрећу која ју је неомогућила да хода пар недеља. Након тога, опет је у стању да хода.

## Развој

### Кастинг и стварање
Квин су развили оснивачи Гли-а: Рајан Мурфи, Бред Фалчук и Ајен Бренан. Последњи лик који је прошао кастинг, почетне реакције на њу су биле позитивне, иако су се мало поквариле током дешавање приче о трудноћи. Песме која је певала Дајана као свој лик Квин Фабреј, објављене су као самосталне песме, доступне за скидање, а такође и на албумима са песмама емисије. Улога Квин је била номинована за Тин Цхоице награду за "Бреакоут Фемале Стар" 2009. године, а награду Гилд Сценских Глумаца додељена је исте године. У почетку, Агрон је опсиала свог лика као Рејчелину непријатељицу и "ужасну, најокрутнију дјевојку". 

## Пријем

### Утисци критике
Квин је одглумљена од стране Дајане Агрон. Креатор серије Гли, Рајан Мурфи тражио је глумце који су се могли идентификовати са журбом глуме у театралним улогама. Уместо традиционалног позива на мрежу, Мурфи је провео три месеца на Бродвеју тражећи непознате глумце.  Агрон је била последња глумица која се пријавила и глумила, где је након тога добила улогу само неколико дана пре него што је почетна епизода кренула да се снима.  Агрон је била на кастингу за Гли, потичући из живота плеса и глуме. Чим је Дајана напунила три године, она похађа часове плеса, појављује се у многим музичким позоришним продукцијама и појављује се у телевизијским улогама за Скидмаркс, ЦСИ: НИ и Хероји.  Агрон је у интервју-у 2009. године, која се односи на њену кастинг сесију, рекла: "Скоро сам изашла на аудицију за емисију. Била сам тако нервозна." Својим добрим изгледом Агрон је свакако изгледала тако, али су се произвођачи питали да ли Дајан личи превише невином. Агрон је у једном интервју-у рекла: "Рекли су ми да се вратим са равном косом и да се обучем привлачно. Касније те недеље сам почела да радим. "  Агрон је био на аудицији са " Пошаљи ме за Месец " Френка Синатре.  Продуценти Глее- а су рекли "да смо заиста били срећни пронаћи Дајану да игра Квин". 
Квин је добила позитивне критике од критичара. Улога Квин је била номинована за награду Тинејџерски Избор 2009. године.  Она и други чланови бенда добили су награду Гилд екранских Глумаца за изванредну перформансу једног ансамбла у комедији 2010. године, а наредне године су номиновани у истој категорији.  
Прича о случајној трудноћи је добила различите критике критичара. Тим Стек за Ентертејнмент Викли сматрао је то "добрим драматичним преокретом", али се надао да то неће бити дуготрајна прича.  Преглед њене приче постајале су све негативније,  иако је Агрон похваљена због драматичне глуме током конфронтацијске сцене са Квиновим родитељима у " Балади ".  Герик Д. Кенеди, који је писао за Лос Анђелес Тајмс, критиковао је текући заплет у трудноћи у епизоди " Херографија ", и примиетио да се мучио кад год се Квин појавила на екрану.  Насупрот томе, Боби Ханкинсон од Хјустен Хронике, је уживао видећи Квин, и написао: "Волим што може да она задржи своју "опасну девојку" чак и док је претужна или радосна јер је певала " Оче немој да приповедаш ".  Прегледавши епизоду " Путовање до регионала ", Дарен Франих из издавачке куће Ентертејнмент Викли назвао је Квинове сцене порођаја - испреплетене вокалним адреналином извођењем њене " Боемске рапсодије " - брилијантним и ужасним. Он је написао: "Ако ништа друго, то је дефинитивно био највидљивији начин да се представи процес рађања који сам икада видео изван Чуда Живота . Али некако ми се свидело. Негде, Екатарина Велика клима главом поносно, и говори: "Свете, опраштам ти за " We Will Rock You." .